# Лейпцигская рождественская ярмарка
Рождественская ярмарка в Лейпциге (нем. Leipziger Weihnachtsmarkt) — одна из старейших рождественских ярмарок в Германии. Она проводится ежегодно с конца ноября по 23 декабря на рыночной площади Лейпцига и прилегающих улицах и, имея около 300 торговых палаток и более 2,8 миллионов посетителей (2019), является одной из крупнейших рождественских ярмарок в Германии.

## История
История рождественских торгов в Лейпциге восходит к 1458 году, что делает Лейпцигскую рождественскую ярмарку одной из старейших в Германии, наряду с Мюнхенским рождественским рынком (1310), Венцельсмарктом в Баутцене (1384), Франкфуртским рождественским рынком (1393) и Дрезденским Штрицельмарктом (1434).
Рождественские ярмарки, запланированные на 2020 и 2021 годы, были отменены из-за пандемии COVID-19.
Рождественскую ярмарку в Лейпциге 2023 года открывали мэр города Скади Йеннике, детский хор «Томанерхор» и Лейпцигский молодёжный и духовой оркестр. Каждый день в 18:00 на балконе Старой ратуши традиционно играют музыканты на башенных духовых инструментах. Дальнейшие концерты проходят на рыночной сцене.
На Лейпцигской рождественской ярмарке проводится парад шахтёров. Он представляет собой шествие семи духовых оркестров, состоящих из более чем 200 музыкантов и 500 мужчин и женщин в составе парада (в 2023 году было 265 музыкантов и около 370 участников шествия) в военизированной традиционной униформе горняков Рудных гор и проходит каждые два года.

## Достопримечательности

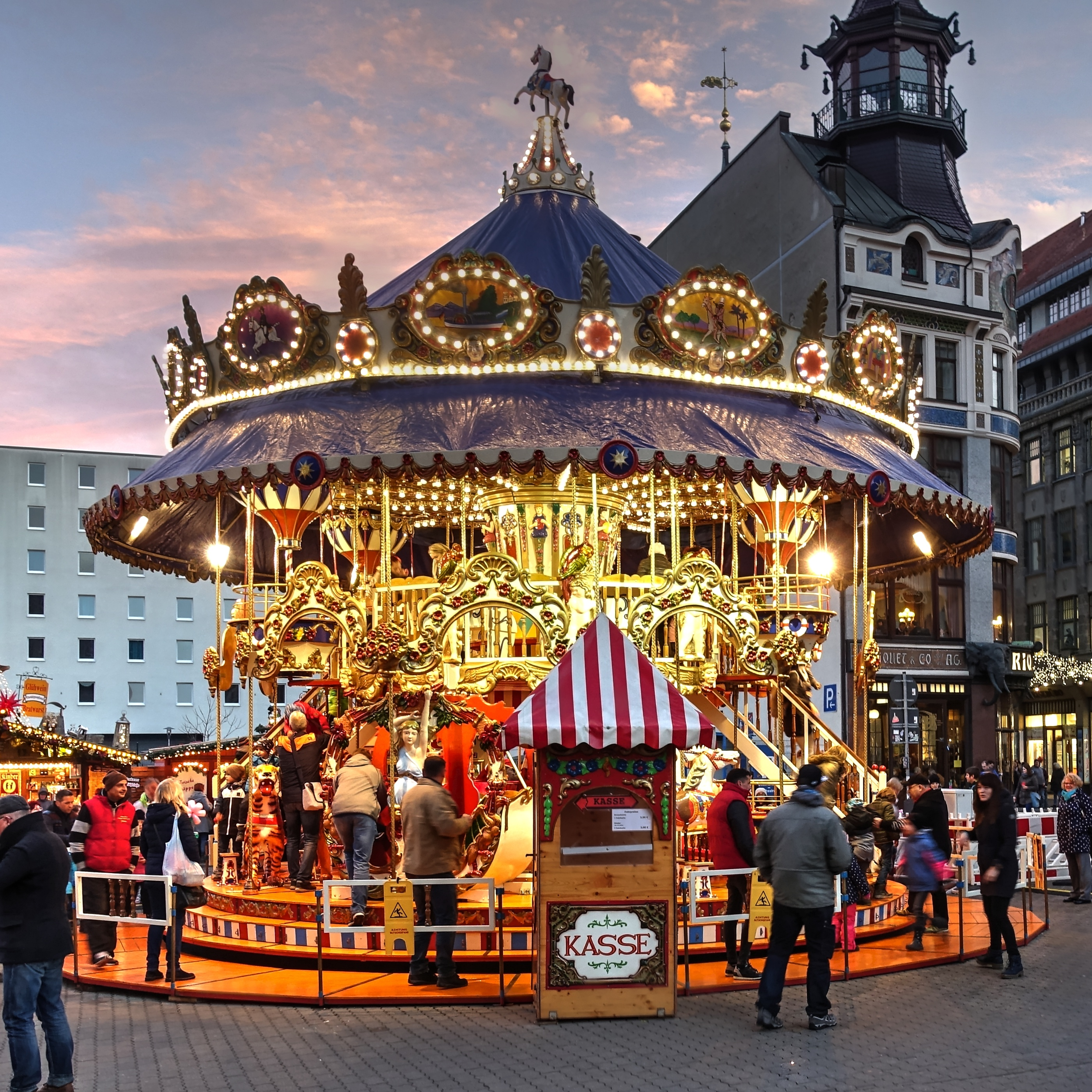
Карусель, воссозданная по мотивам исторического оригинала (2019)

Рынок предлагает несколько зон, включая сказочную страну для детей на Аугустусплац, исторический рынок на Нашмаркт, вертеп с настоящими овцами, высокую рождественскую пирамиду, увеличенную копию популярных игрушек родом из Рудных гор, на площади перед Николаикирхе и финскую деревню на Аугустусплатц.
Южнотирольская деревня — популярное место встреч на площади Аугустусплац во время рождественской ярмарки в Лейпциге. Блюда тирольской кухни подаются под альпийскую музыку.
Историческая карусель — особая достопримечательность рождественской ярмарки на Зальцгесшен. Старинная карусель, многие части которой были старше ста лет, сгорела из-за короткого замыкания перед открытием рынка в ноябре 2009 года. В 2010 году карусель была восстановлена в полном соответствии с оригинальной конструкцией и оформлением. «Wichtelwerkstatt», где дети могут заниматься рукоделием, существует с 2010 года и была полностью отремонтирована и вновь открыта в 2017 году.
Особой и широко отмечаемой традицией Лейпцига является приезд в город Санта-Клауса. Каждый год в субботу перед Адвентом в 11 часов утра дети и их родители приветствуют Санта-Клауса и его свиту на главном вокзале, куда он прибывает на специальном поезде. Затем они сопровождают его карету и духовой оркестр через весь город к рыночной площади. Санта-Клаус будет проводить там свои приемы каждый день до окончания рождественской ярмарки.
Ещё одной достопримечательностью рождественской ярмарки стал самый большой в мире отдельно стоящий Рождественский календарь, отсчитывавший время до Рождества, который устанавливался с 1997 по 2012 год.
Около трети стендов предлагают выпечку и кондитерские изделия, такие как жареный миндаль, пряники «Пульсниц» или штоллены, а также другие продукты питания и напитки. Наибольшую долю составляют киоски сувениров и произведений искусства и ремёсел. Среди прочего здесь можно увидеть резьбу по дереву, выполненную в стиле народного искусства Рудных гор, и другие изделия ручной работы.

## Изображения

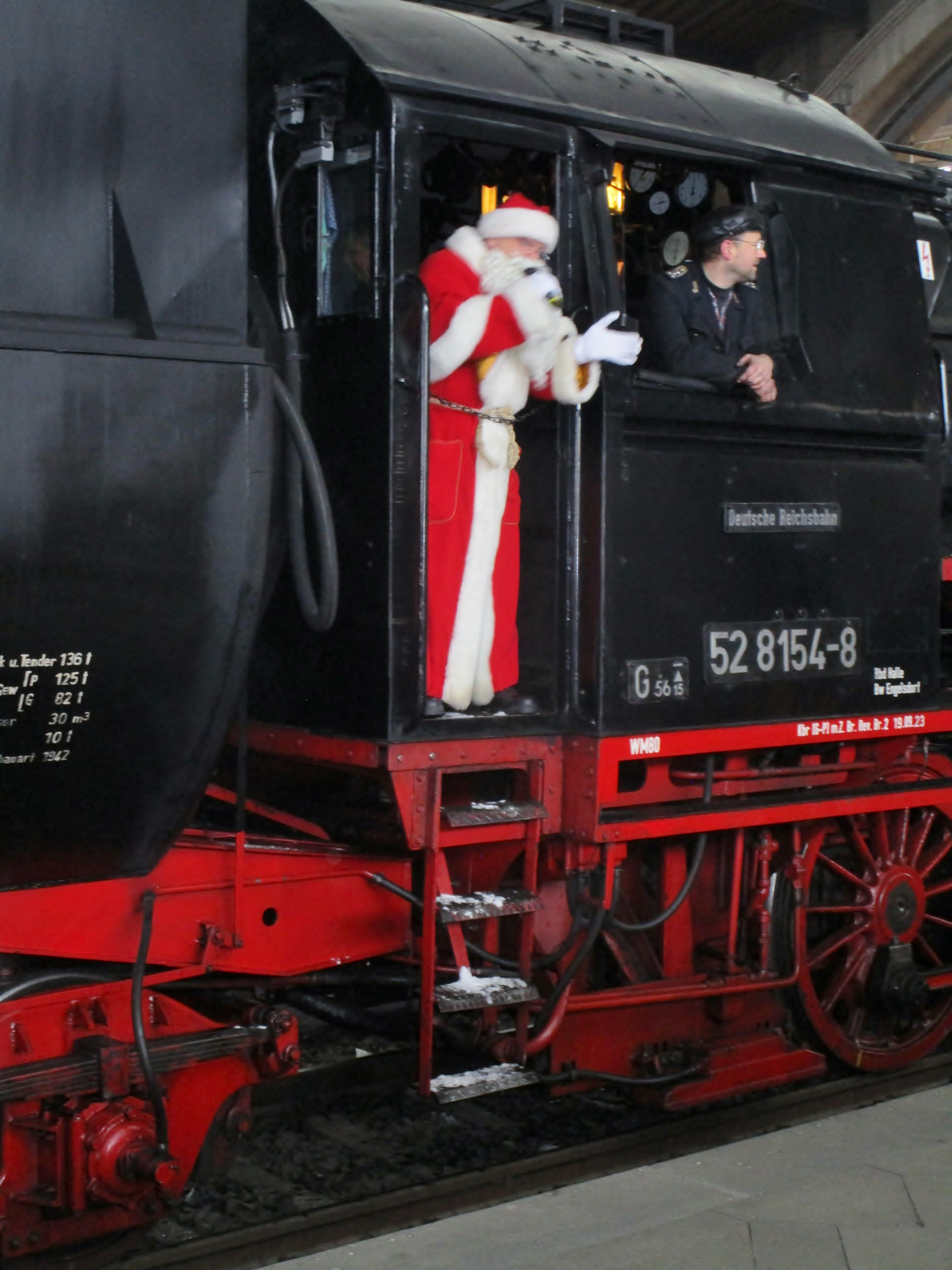
Прибытие Санта-Клауса (2023)
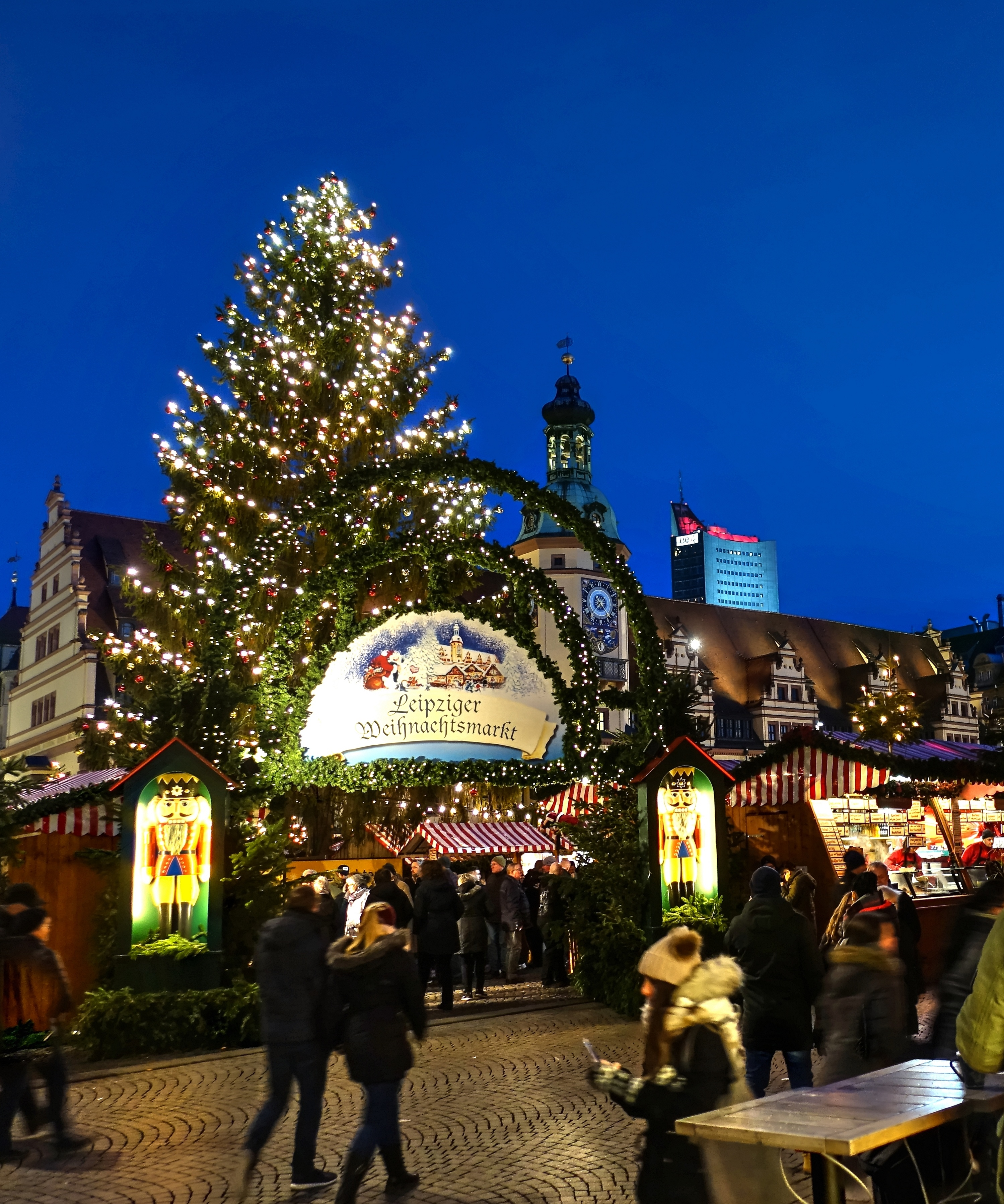
Вход на рождественскую ярмарку с северо-западного угла рыночной площади.
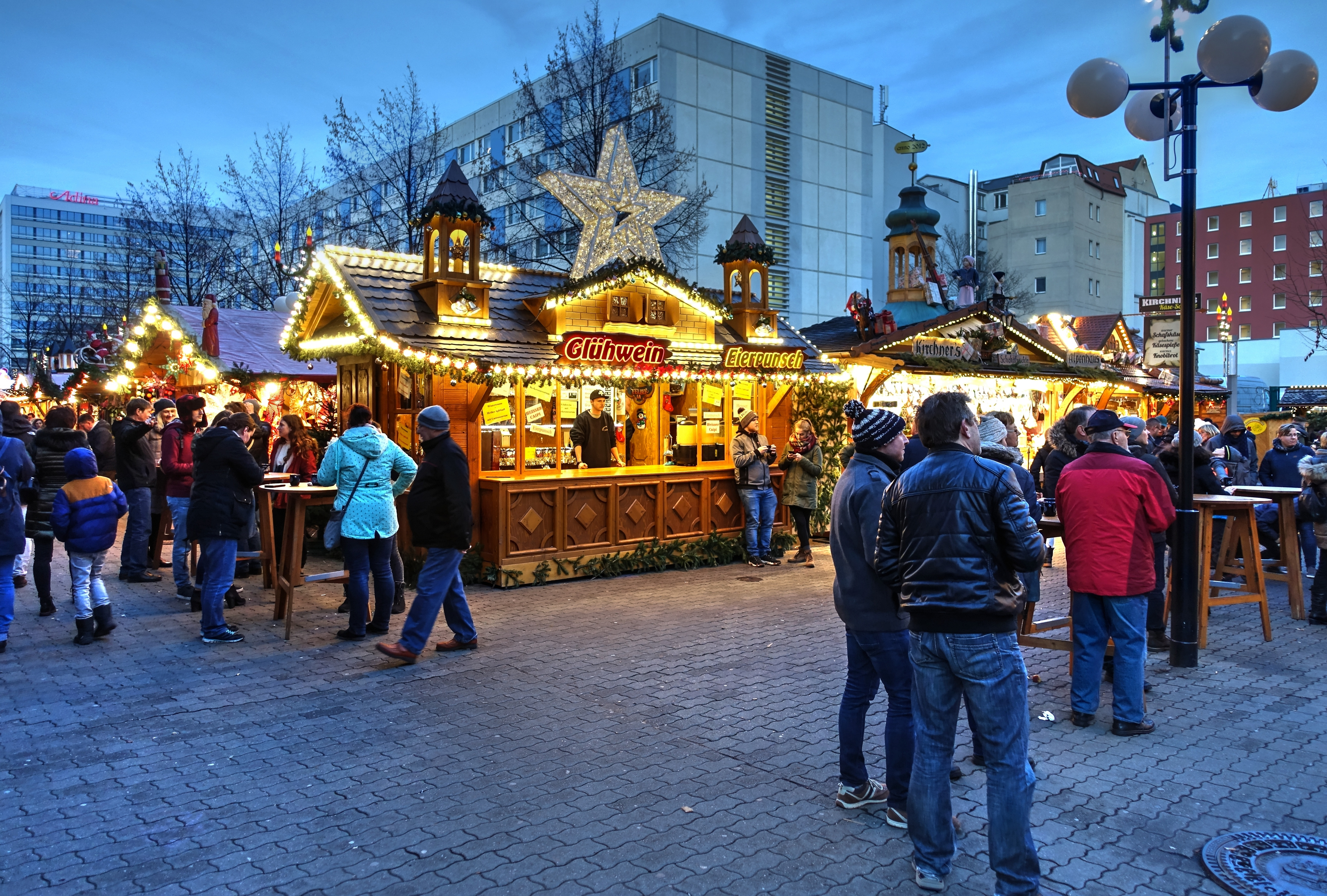
Киоск с глинтвейном на Райхштрассе на углу Зальцгесшен
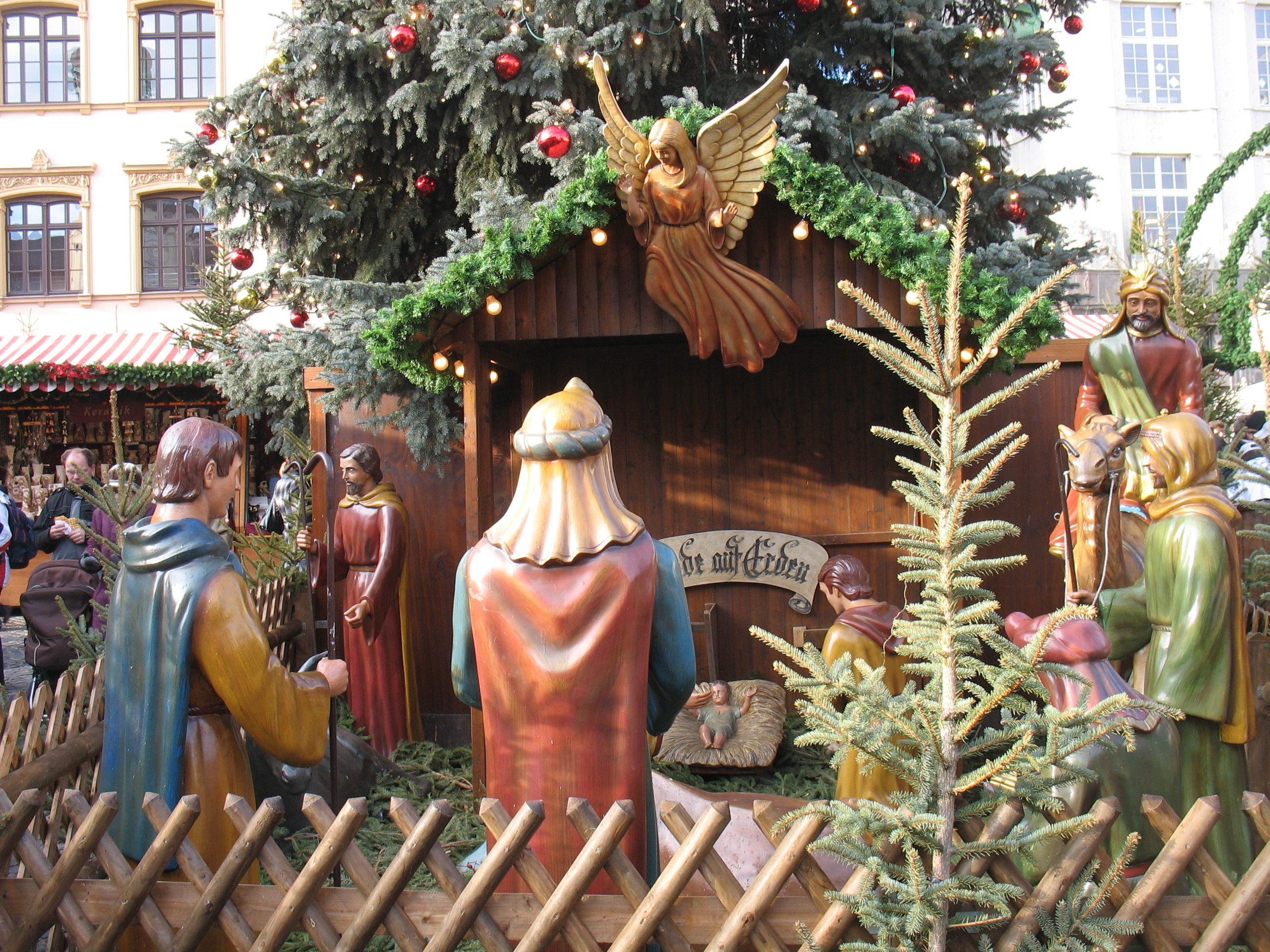
Лейпцигский рождественский вертеп
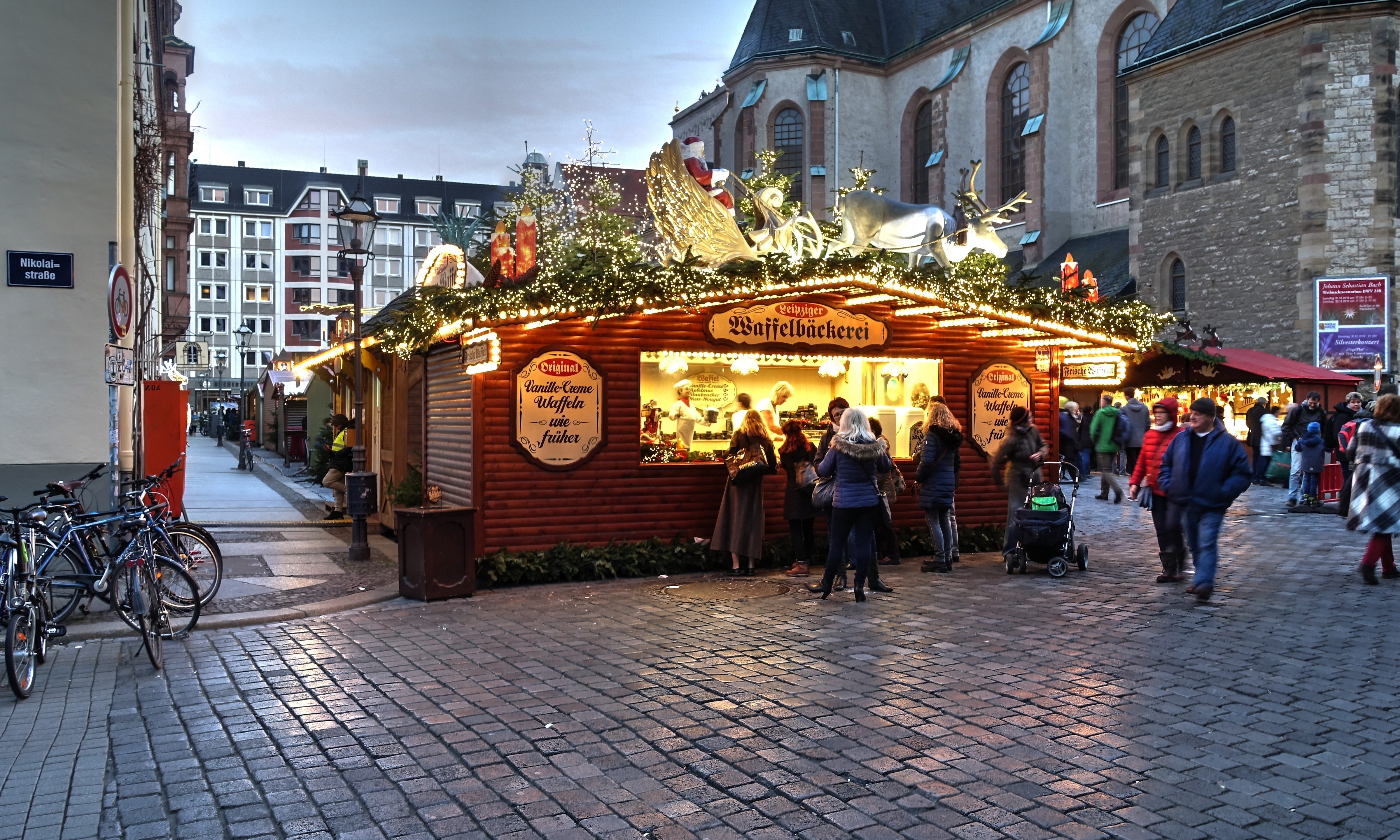
Вафельная пекарня на углу Николаикирххоф и Николаиштрассе
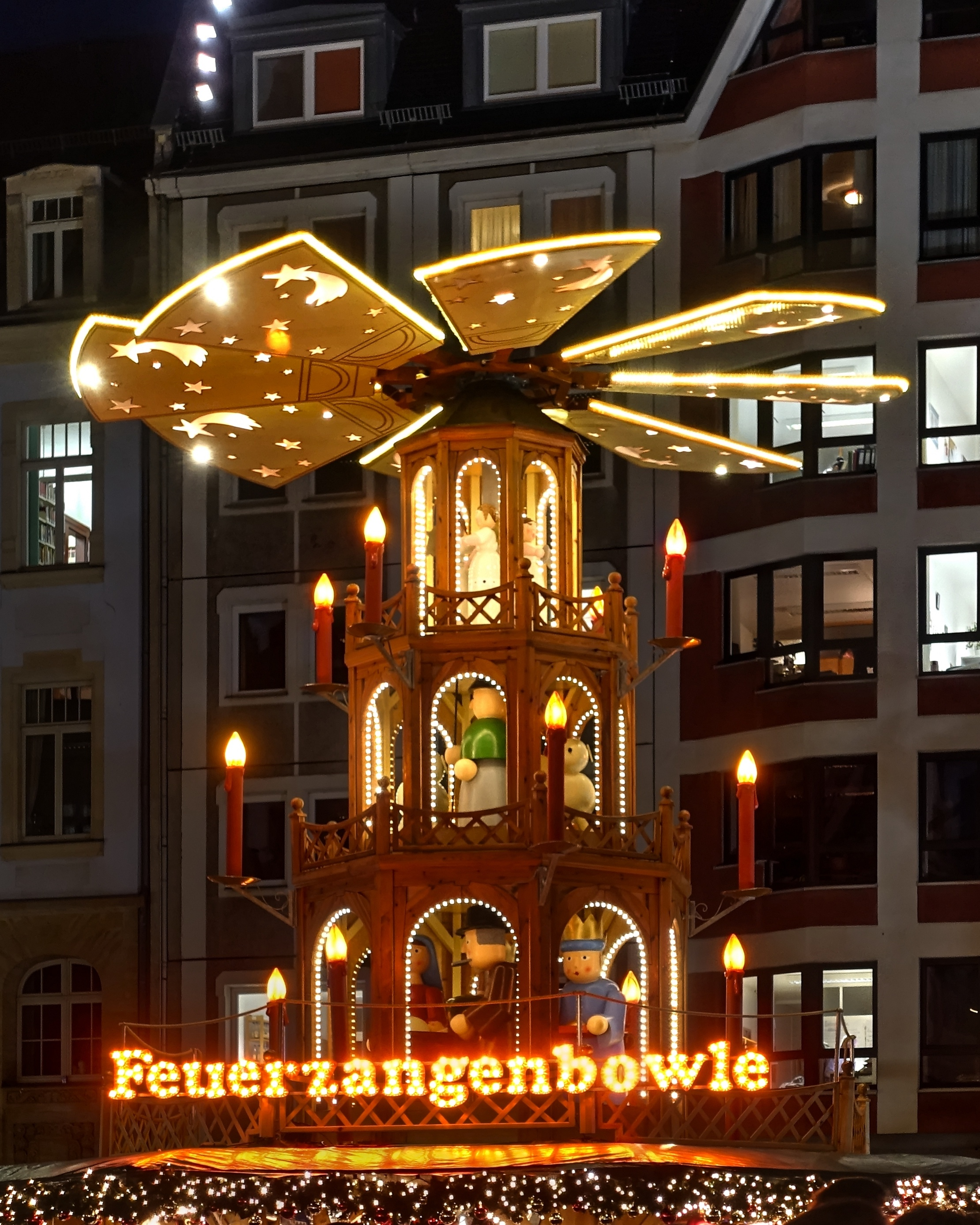
Рождественская пирамида на стенде Feuerzangenbowle в Николаикирххофе
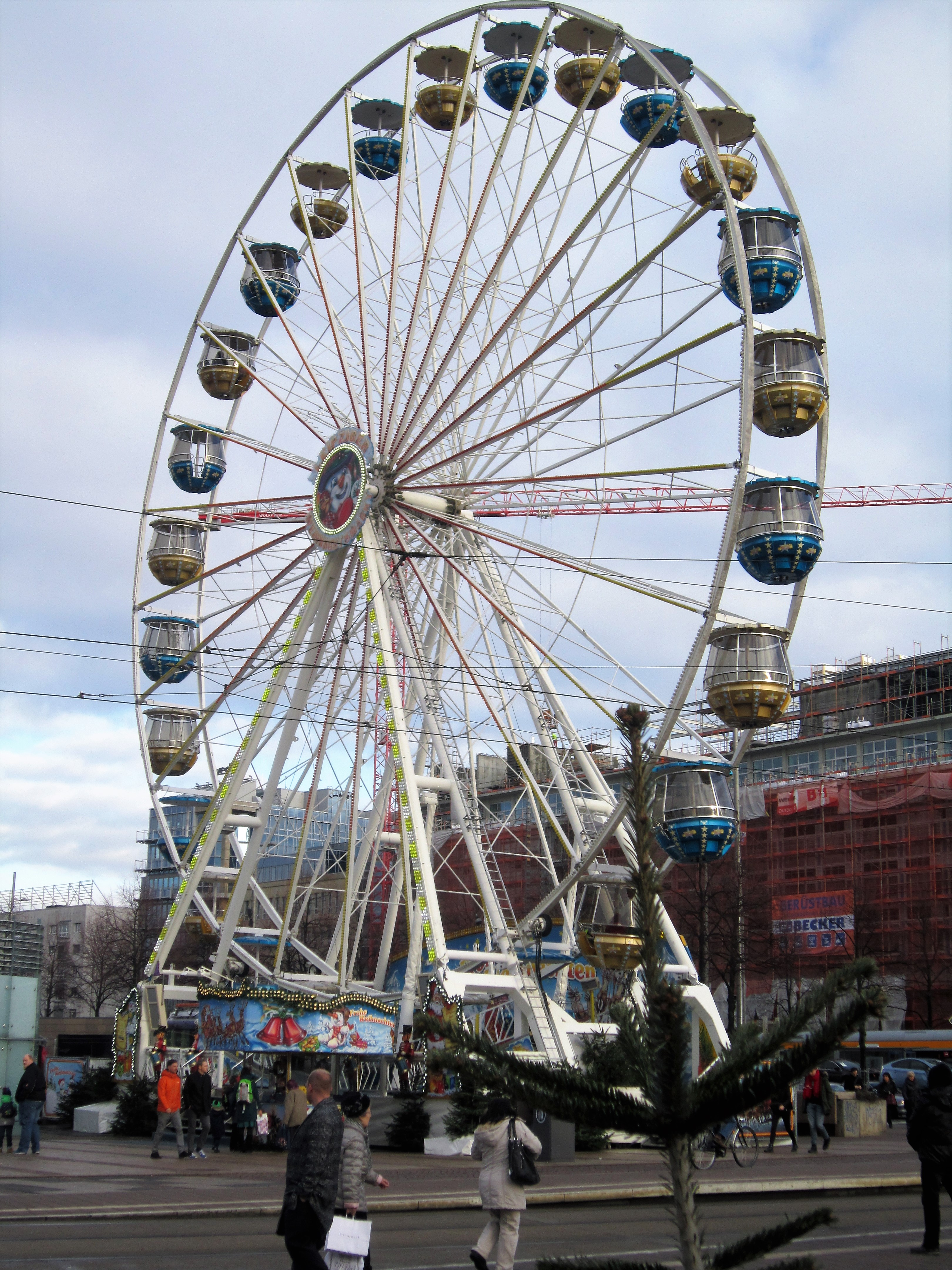
Колесо обозрения на Августусплац (2017)